# Bostrychia
Bostrychia G.R. Gray, 1847 è un genere di uccelli della famiglia dei Treschiornitidi.

## Tassonomia
Comprende le seguenti specie:
- Bostrychia bocagei - ibis di São Tomé
- Bostrychia carunculata - ibis caruncolato
- Bostrychia hagedash - ibis hadada
- Bostrychia olivacea - ibis olivaceo
- Bostrychia rara - ibis pettomacchiato